# Europamesterskaberne i amatørboksning 1955
Europamesterskaberne i amatørboksning 1955 blev afviklet den 27. til den 5. juni 1955 i Vestberlin. Det var 11 gang, der blev afholdt EM for amatørboksere. Turneringen blev arrangeret af den europæiske amatørbokseorganisation EABA. Der deltog 153 boksere fra 24 lande.
Fra Danmark deltog Hans Petersen (letweltervægt), Frede Petersen (fjervægt), Jens Andersen (letmellemvægt). Hans Petersen vandt bronze, hvorimod det ikke blev til medaljer til de øvrige danske deltagere.

## Medaljevindere
| Event                     | Guld                           | Sølv                             | Bronze                                                      |
| ------------------------- | ------------------------------ | -------------------------------- | ----------------------------------------------------------- |
| Fluevægt (– 51 kg)        | Edgar Basel Vesttyskland       | Mircea Dobrescu Rumænien         | Henryk Kukier Polen Wolfgang Behrendt Østtyskland           |
| Bantamvægt (– 54 kg)      | Zenon Stefaniuk Polen          | Boris Stiepanov Sovjetunionen    | Daniel Hellebuyck Belgien Wolfgang Schwarz Vesttyskland     |
| Fjervægt (– 57 kg)        | Tommy Nicholls England         | Alexander Zasukhin Sovjetunionen | Pentti Hamalainen Finland Hans-Peter Mehling Vesttyskland   |
| Letvægt (– 60 kg)         | Harry Kurschat Vesttyskland    | Darweesh Mustafa Egypten         | Ilija Lukić Jugoslavien Pentti Rautiainen Finland           |
| Letweltervægt (– 63.5 kg) | Leszek Drogosz Polen           | Pal Budai Ungarn                 | Vladimir Yengibaryan Sovjetunionen Hans Petersen Danmark    |
| Weltervægt (– 67 kg)      | Nicky Gargano England          | Hippolyte Annex Frankrig         | Pavle Sovljanski Jugoslavien Nicolae Linca Rumænien         |
| Letmellemvægt (– 71 kg)   | Zbigniew Pietrzykowski Polen   | Karlos Dzhaneryan Sovjetunionen  | Marcel Pigou Frankrig Rolf Caroli Østtyskland               |
| Mellemvægt (– 75 kg)      | Gennadi Shatkov Sovjetunionen  | Stig Sjölin Sverige              | Dieter Wemhöner Vesttyskland Bedrich Koutny Tjekkoslovakiet |
| Letsværvægt (– 81 kg)     | Erich Schoeppner Vesttyskland  | Ulrich Nitzschke Østtyskland     | Julius Torma Tjekkoslovakiet Ottavio Panunzi Italien        |
| Sværvægt (+ 81 kg)        | Algirdas Šocikas Sovjetunionen | Horst Witterstein Vesttyskland   | Horimir Netuka Tjekkoslovakiet Francis Magnetto Frankrig    |

## Medaljefordeling
| Placering | Land            | Guld | Sølv | Bronze | Total |
| --------- | --------------- | ---- | ---- | ------ | ----- |
| 1         | Vesttyskland    | 3    | 1    | 3      | 7     |
| 2         | Polen           | 3    | 0    | 1      | 4     |
| 3         | Sovjetunionen   | 2    | 3    | 1      | 6     |
| 4         | England         | 2    | 0    | 0      | 2     |
| 5         | Frankrig        | 0    | 1    | 2      | 3     |
| –         | Østtyskland     | 0    | 1    | 2      | 3     |
| 7         | Rumænien        | 0    | 1    | 1      | 2     |
| 8         | Egypten         | 0    | 1    | 0      | 1     |
| –         | Ungarn          | 0    | 1    | 0      | 1     |
| –         | Sverige         | 0    | 1    | 0      | 1     |
| 11        | Tjekkoslovakiet | 0    | 0    | 3      | 3     |
| 12        | Finland         | 0    | 0    | 2      | 2     |
| –         | Jugoslavien     | 0    | 0    | 2      | 2     |
| 14        | Belgien         | 0    | 0    | 1      | 1     |
| –         | Danmark         | 0    | 0    | 1      | 1     |
| –         | Italien         | 0    | 0    | 1      | 1     |

## Eksterne links
- 11. Europamesterskab i boksning Arkiveret 2. februar 2012 hos  Wayback Machine (engelsk)